# Didier Cauchy
Pour les articles homonymes, voir Cauchy.
Didier Cauchy est un acteur français né le 30 novembre 1967.

## Biographie
Fils du comédien Daniel Cauchy, il naît le 30 novembre 1967,. 
Dans les années 1980, il enregistre deux disques avec son père. Il est néanmoins plus connu pour ses rôles à la télévision, notamment dans la série policière La Crim' à laquelle il participe dès sa création.
Didier Cauchy est aussi illustrateur. En 1997 il a notamment réalisé l'artwork du single du boysband Influence, Déchaîne-toi (Tréma / Sony Music), produit par Philippe Abitbol.
Après la fin de cette série, il apparaît en 2008 dans le feuilleton Plus belle la vie dans le rôle de Francis Grangier, ancien proxénète, accusé du meurtre de plusieurs prostituées au Mistral.

## Filmographie

### Cinéma
- 1992 : Le Souper, de Édouard Molinaro
- 1992 : Sup de fric de Christian Gion - Daniel Latour
- 1996 : XXL, de Ariel Zeitoun
- 1997 : Didier, de Alain Chabat
- 1998 : Paparazzi, de Alain Berberian
- 1998 : Folle d'elle, de Jérôme Cornuau
- 1999 : Une journée de merde, de Miguel Courtois
- 1999 : Astérix et Obélix contre César, de Claude Zidi : Brutus
- 2001 : Félix et Lola, de Patrice Leconte
- 2001 : Un Ange, de Miguel Courtois
- 2009 : Celle que j'aime, d'Élie Chouraqui

### Télévision
- 1995 : Les Chiens ne font pas des chats d'Ariel Zeitoun : Sylvain
- 1997 : Julie Lescaut, épisode 6 saison 6, Question de confiance d'Alain Wermus : homme éméché
- 1998 : Crimes en série de Patrick Dewolf : Simon Schiffmann
- 1999-2006 : La Crim' : Jean-Louis Scandella
- 2000 : Les Cordier, juge et flic d'Alain Wermus : Denis Larbaud (Épisode : Le Diable au cœur)
- 2002 : La Vie dehors, téléfilm  de Jean-Pierre Vergne : le psychiatre
- 2004 : La Fuite de Monsieur Monde de Claude Goretta : Serge
- 2005 : Léa Parker, épisode : Les Mariannes de Jean-Pierre Prévost : David Malbert
- 2006 : Les Secrets du volcan de Michaëla Watteaux : Guillaume
- 2006 : Navarro de Jean Sagols : Legoff (Épisode : Disparition)
- 2008 : Plus belle la vie : Francis Grangier
- 2009 : Jusqu'à l'enfer de Denis Malleval : Lieutenant Nogalès
- 2011 : Commissaire Magellan d'Étienne Dhaene (Épisode : Un instant d'égarement)
- 2012 : R.I.S Police scientifique de Stéphane Kaminka : Alberto Casas (Épisode 6 Saison 7 : Toile de maître)
- 2012 : Lignes de vie : Clément
- 2012 : La smala s'en mêle de Didier Grousset : Luc
- 2013 : Le bonheur sinon rien ! de Régis Musset : Michel
- 2013 : Camping Paradis d'Emmanuel Rigaut : Musical Camping (saison 5 épisode 4) : Pierre Lefèvre
- 2014 - 2015 : Section de recherches (saisons 8 et 9) : Léo Grasset, ami de Nadia
- 2015 : Caïn : Réalités (saison 3, épisode 2) : Daniel Leroy

## Discographie
- 1986 : La communication (en duo avec son père)
- 1986 : Ha oui, ha bon (en duo avec son père)